# Leo Baeck College
Il Leo Baeck College (Collegio Leo Baeck) è un collegio rabbinico e centro per la formazione ebraica situato nella parte nord di Londra.  Sebbene sia uno dei collegi accademici più piccoli dell'Inghilterra, è pur tuttavia la più grande università progressiva ebraica e collegio rabbinico d'Europa.
Intitolato in onore di Leo Baeck, il rabbino tedesco progressivo del XX secolo, il Collegio fu fondato nel 1956 come scuola rabbinica per la formazione di rabbini "liberali" e "riformati".  I rabbini ordinati al Collegio Baeck sono riconosciuti in tutto il mondo dalle congregazioni riformate, Masorti e liberali.
A tutt'oggi, il Collegio ha ordinato più di 150 rabbini, inclusa la maggioranza di rabbini masorti attualmente nel Regno Unito.
Oltre alla formazione dei rabbini, il Leo Baeck forma insegnanti, fornisce consulenza educativa, aiuta lo sviluppo di leader della comunità, fornisce l'accesso alla formazione ebraica per tutti attraverso il lavoro interreligioso. Il Collegio Leo Baeck è un istituto accreditato al conferimento di lauree, specializzato in ebraismo ed altri argomenti correlati. Il Progetto "Scritture in Dialogo" del Collegio è dedicato allo studio e insegnamento universitario comparativo di materie ebraiche, cristiane e islamiche, per l'interpretazione delle Sacre Scritture dai primi tempi antichi al Medioevo e periodo classico, fino ad oggi.
Il Collegio Leo Baeck si trova allo Sternberg Centre, East End Road, North London.